# Kerstin Angelin
Kerstin Birgitta Angelin, född 18 november 1950 i Stockholm, död 5 september 2022, var en svensk förlagsdirektör. Hon gifte sig 1973 med Bo Angelin.
Hon studerade vid Handelshögskolan i Stockholm och blev 1973 civilekonom. Hon studerade amerikansk film och litteratur 1981 i USA. Hon anställdes 1974 som utredare vid Bonniers förlag, blev 1975 produktchef för Underhållningsbokklubben, 1978 datachef för Bonniers förlag, 1982 direktörsassistent, 1983 chef för Bonniers bokklubb och blev 1991 förlagsdirektör för Bonnier Alba. Angelin är begravd på Täby södra begravningsplats.